# 蔡家嘉陵江轨道大桥
蔡家嘉陵江轨道大桥是一座跨嘉陵江连接北部新区礼嘉镇与北碚区蔡家镇的轨道专用桥，隶属重庆地铁6号线二期工程。介于金山寺站和曹家湾站区间。大桥由主桥和引桥组成，桥梁全长1250米，其中南引桥为2×60米，北引桥为8×60米+50米等截面连续刚构桥，主桥长640米，跨径布置为60米+135米+250米+135米+60米，主跨为250米。

## 技术参数
重庆轨道交通6号线蔡家嘉陵江大桥为双线轨道双索面斜拉桥，主桥主梁采用单箱梁单室混凝土箱梁，斜拉索锚固于箱梁两端，宽度12～15米。工程于2010年10月开工，2013年12月完工。